# 山葉CUXi
山葉CUXi乃是台灣山葉機車製造發售的一款100c.c.速克達，在外觀裝飾上區分為「波西米亞風」、「海洋風」及未標示等三種型號在市場上作行銷。
2011年6月，台灣山葉機車推出由藝人蔡依林及蕭敬騰及郭雪芙分別代言之山葉CUXi－波西米亞風及海洋風及皇家特仕版。波西米亞是地處東歐的捷克共和國一個地區名稱，當地居住很多吉普賽人。吉普賽人所崇尚的自由以及任意搭配的穿著影響了歐洲的流行風氣，依此而推演化出波西米亞風格的設計構想。山葉CUXi後繼代言人為邵雨薇。
2021年3月，115c.c.六期山葉CUXi停產。

## 型號
- 皇家特仕版：碟煞，有午夜紅、金緻白（白金）、藍三種車色。
- 波西米亞風：碟煞，有紅、黑、金三種車色，前擋板右上方有太陽圖案及「Bohemia」（波西米亞）字樣。
- 海洋風：碟煞，有藍、白兩種車色（藍色車種已併到「皇家特仕版」），前擋板右上方有太陽圖案及「MARiNE」字樣。
- 無標示：鼓煞，有白、粉紅、淺藍三種車色，前擋板右上方無任何圖案與文字。

## 外部連結
- 官方網站 （页面存档备份，存于）